# Saltos ornamentais no Campeonato Europeu de Esportes Aquáticos de 2022 - Trampolim 1 m individual feminino
A prova do trampolim 1 m individual feminino dos saltos ornamentais no Campeonato Europeu de Esportes Aquáticos de 2022 ocorreu no dia 16 de agosto no Foro Italico, em Roma na Itália. 

## Calendário
| Fase       | Data         | Hora  |
| ---------- | ------------ | ----- |
| Preliminar | 16 de agosto | 12:00 |
| Final      | 16 de agosto | 15:10 |

Todos os horários estão no horário local (UTC+1)

## Medalhistas
| Ouro                  | Prata                 | Bronze                 |
| Elena Bertocchi (ITA) | Emma Gullstrand (SWE) | Chiara Pellacani (ITA) |

## Resultados
Esses foram os resultados da competição.
| Pos.              | Saltadora            | Nacionalidade | Preliminar   | Preliminar   | Final         | Final         |
| Pos.              | Saltadora            | Nacionalidade | Pontos       | Pos.         | Pontos        | Pos.          |
| ----------------- | -------------------- | ------------- | ------------ | ------------ | ------------- | ------------- |
| Medalha de ouro   | Elena Bertocchi      | Itália        | 256.65       | 1            | 264.25        | 1             |
| Medalha de prata  | Emma Gullstrand      | Suécia        | 240.15       | 7            | 259.65        | 2             |
| Medalha de bronze | Chiara Pellacani     | Itália        | 254.25       | 2            | 259.05        | 3             |
| 4                 | Jette Müller         | Alemanha      | 228.00       | 9            | 248.05        | 4             |
| 5                 | Emilia Nilsson       | Suécia        | 242.25       | 6            | 243.90        | 5             |
| 6                 | Yasmin Harper        | Reino Unido   | 243.00       | 5            | 242.20        | 6             |
| 7                 | Michelle Heimberg    | Suíça         | 250.50       | 3            | 240.45        | 7             |
| 8                 | Daphne Wils          | Países Baixos | 245.15       | 4            | 235.75        | 8             |
| 9                 | Naïs Gillet          | França        | 225.45       | 11           | 229.25        | 9             |
| 10                | Anna Arnautova       | Ucrânia       | 225.80       | 10           | 228.10        | 10            |
| 11                | Clare Cryan          | Irlanda       | 230.40       | 8            | 227.75        | 11            |
| 12                | Madeline Coquoz      | Suíça         | 222.80       | 12           | 221.95        | 12            |
| 13                | Caroline Kupka       | Noruega       | 217.95       | 13           | Não avançaram | Não avançaram |
| 14                | Saskia Oettinghaus   | Alemanha      | 216.90       | 14           | Não avançaram | Não avançaram |
| 15                | Rocío Velázquez      | Espanha       | 216.55       | 15           | Não avançaram | Não avançaram |
| 16                | Aleksandra Błażowska | Polónia       | 210.95       | 16           | Não avançaram | Não avançaram |
| 17                | Anne Tuxen           | Noruega       | 210.90       | 17           | Não avançaram | Não avançaram |
| 18                | Laura Valore         | Dinamarca     | 208.35       | 18           | Não avançaram | Não avançaram |
| 19                | Džeja Patrika        | Letônia       | 202.95       | 19           | Não avançaram | Não avançaram |
| 20                | Scarlett Mew Jensen  | Reino Unido   | 198.35       | 20           | Não avançaram | Não avançaram |
| 21                | Amelie-Enya Forster  | Roménia       | 191.25       | 21           | Não avançaram | Não avançaram |
| 22                | Lauren Hallaselkä    | Finlândia     | 182.20       | 22           | Não avançaram | Não avançaram |
| 23                | Estilla Mosena       | Hungria       | 181.80       | 23           | Não avançaram | Não avançaram |
| 24                | Kaja Skrzek          | Polónia       | Não terminou | Não terminou | Não avançaram | Não avançaram |